# Historia prokuratury w Polsce
Historia prokuratury w Polsce – instytucja prokuratury pojawiła się w obrębie aparatu państwowego zaborców na początku XIX wieku. W XX wieku, w związku z przemianami ustrojowymi, jej struktura i rola w państwie były wielokrotnie zmieniane. Zmiany po 2001 wynikają ze zmian koncepcji usytuowania prokuratury w systemie organów państwa.

## II Rzeczpospolita
Ustrój prokuratury oparty na prawie zaborczym przetrwał do uzyskania przez Polskę niepodległości i funkcjonował przez pewien czas także w okresie międzywojennym. Sytuacja zmieniła się w 6 lutego 1928 z chwilą wydania przez prezydenta rozporządzenia z mocą ustawy – Prawo o ustroju sądów powszechnych.
Nowe regulacje prawne ściśle powiązały prokuraturę z sądownictwem, a stanowisko Naczelnego Prokuratora połączono z funkcją ministra sprawiedliwości. Na szczeblu centralnym prokuratura podlega pod nadzór prokuratorski w Ministerstwie Sprawiedliwości, a jako jej jednostki organizacyjne powołano prokuraturę przy Sądzie Najwyższym, sądach apelacyjnych oraz sądach okręgowych. Instytucję przedwojennej prokuratury oparto na zasadzie centralizmu i hierarchicznego podporządkowania. 
Stanowisko Naczelnego Prokuratora utworzono w 1919 na mocy art. 4 zd. 1 Dekretu z dnia 8 lutego 1919 w przedmiocie ustroju Sądu Najwyższego.

## Polska Ludowa
Zasadnicza reforma ustroju prokuratury przeprowadzona została ustawą z 20 lipca 1950 o Prokuraturze Rzeczypospolitej Polskiej. Wprowadzony wówczas model prokuratury oparto w dużym stopniu na wzorach radzieckich. W wyniku reformy nastąpiła całkowita zmiana charakteru i usytuowania prokuratury w systemie organów państwowych.
Instytucję powołaną w założeniu do ścigania przestępstw przekształcono w podmiot sprawujący tzw. nadzór ogólny, obejmujący kontrolę legalności postępowania organów, organizacji i jednostek. W sferze organizacyjnej nastąpiło wyłączenie prokuratury z Ministerstwa Sprawiedliwości, utworzenie urzędu Prokuratora Generalnego i podporządkowanie go Radzie Państwa. Organizację wewnętrzną prokuratury oparto na odmiennych niż dotychczas zasadach, uniezależniając jej strukturę wewnętrzną od organizacji wymiaru sprawiedliwości. Stosownie do obowiązującego podziału administracyjnego kraju urzędy terenowe prokuratur usytuowano na szczeblu powiatu i województwa.
Ustawę z 20 lipca 1950 zastąpiła w dniu 19 maja 1967 ustawa z dnia 14 kwietnia 1967 o Prokuraturze Polskiej Rzeczypospolitej Ludowej, która została zastąpiona 1 września 1985 przez ustawę z dnia 20 czerwca 1985 o Prokuraturze Polskiej Rzeczypospolitej Ludowej.

## III Rzeczpospolita

### Przed Konstytucją z 1997
Zapoczątkowany w 1989 proces przemian ustrojowych nie mógł przywrócić standardów demokratycznych państwa bez gruntownej reformy prokuratury. Dlatego też w pierwszych miesiącach nowej rzeczywistości podporządkowano instytucję prokuratury Ministrowi Sprawiedliwości, powierzając mu równocześnie sprawowanie funkcji prokuratora generalnego. Tym samym zniesiono pozorną z czasów PRL niezależność prokuratury od rządu. Nie powrócono przy tym do przedwojennego powiązania organizacyjnego sądów i prokuratur, gdyż utrzymano odrębność organizacyjną prokuratury od sądownictwa.
Istotne zmiany w zakresie organizacji i działalności prokuratury oraz odpowiedzialności dyscyplinarnej prokuratorów wprowadziła ustawa z 15 maja 1993 o zmianie ustawy – Prawo o ustroju sądów powszechnych, o prokuraturze, o Sądzie Najwyższym, o Trybunale Konstytucyjnym, o Krajowej Radzie Sądownictwa i o powoływaniu sądów apelacyjnych. Na mocy jej postanowień dostosowano strukturę wewnętrzną prokuratury do objętej gruntowną reformą organizacji sądów powszechnych. Najważniejszą zmianą w tym zakresie było wprowadzenie nowego szczebla do struktury powszechnych jednostek organizacyjnych prokuratury – prokuratur apelacyjnych. Utworzenie prokuratur apelacyjnych, powołanych w założeniu do nadzorowania postępowania przygotowawczego, wywarło znaczący wpływ na podział kompetencji w prokuraturze.
Ustawą z dnia 10 maja 1996 o zmianie ustaw o prokuraturze, o Sądzie Najwyższym, o Trybunale Konstytucyjnym oraz ustawy – Prawo o ustroju sądów powszechnych i ustawy – Prawo o adwokaturze w miejsce Departamentu Prokuratury Ministerstwa Sprawiedliwości powołano do życia Prokuraturę Krajową jako centralną jednostkę organizacyjną prokuratury powszechnej. Jej kierownictwo powierzono Prokuratorowi Krajowemu, który z mocy prawa stał się zastępcą Prokuratora Generalnego. Pozostawiono przy tym stanowisko Naczelnego Prokuratora Wojskowego, także pełniącego funkcję zastępcy Prokuratora Generalnego.

### Okres obowiązywania Konstytucji z 1997
Wbrew opinii środowiska prokuratorskiego w przyjętej 2 kwietnia 1997 Konstytucji nie umocniono instytucji prokuratury. Podczas gdy Konstytucja z 1952 w rozdziale VI zatytułowanym „Sądy i prokuratura” zawierała postanowienia dotyczące prokuratury, Konstytucja z 1997 nie wypowiada się o jej pozycji ustrojowej (doszło do dekonstytucjonalizacji prokuratury). Poświęcając wiele miejsca innym instytucjom ochrony prawa, dla Prokuratora Generalnego przewiduje się jedynie kompetencje w przedmiocie inicjowania postępowania przed Trybunałem Konstytucyjnym. Z kolei rozdział VIII „Sądy i trybunały” dotyczy jedynie władzy sądowniczej.
1 stycznia 1999 utworzono prokuratury okręgowe w miejsce dotychczas funkcjonujących prokuratur wojewódzkich. 19 stycznia 1999 powołano do życia Instytut Pamięci Narodowej – Komisję Ścigania Zbrodni przeciwko Narodowi Polskiemu. Z dniem 31 marca 2010 nastąpiło rozdzielenie urzędu Ministra Sprawiedliwości i Prokuratora Generalnego. Nastąpiło to na mocy ustawy z dnia 9 października 2009 o zmianie ustawy o prokuraturze oraz niektórych innych ustaw. Prokuratora Generalnego powoływał Prezydent Rzeczypospolitej Polskiej spośród dwóch kandydatów zgłoszonych przez Krajową Radę Sądownictwa i Krajową Radę Prokuratury. Kadencja Prokuratora Generalnego trwała sześć lat, licząc od dnia złożenia ślubowania. Po upływie kadencji pełnił on obowiązki do czasu objęcia stanowiska przez następcę, przy czym nie mógł być on ponownie wyznaczony. Po zakończeniu pełnienia obowiązków przechodził w stan spoczynku. Pierwszym Prokuratorem Generalnym powołanym w nowy sposób został Andrzej Seremet. 26 stycznia 2016 Sejm VIII kadencji uchwalił ustawę Prawo o prokuraturze, która weszła w życie 4 marca 2016 i zastąpiła obowiązującą wcześniej ustawę o prokuraturze z 1985. Z dniem 4 marca 2016 r. nastąpiło ponowne połączenie urzędów Ministra Sprawiedliwości i Prokuratora Generalnego oraz likwidacja Prokuratury Generalnej. W 2016 r. zniesiono wojskowe jednostki organizacyjne prokuratury i wprowadzono prokuratury regionalne w miejsce apelacyjnych.